# تحليل اللوحة
تحليل اللوحة هو طريقة إحصائية شائعة الاستخدام في علم الاجتماع، وعلم الوبائيات، والاقتصاد القياسي لتحليل بيانات اللوحة ثنائية البعد (تكون عادة مستعرضة أو طولانية). عادة ما تُجمَع البيانات مع مرور الوقت ومن نفس الأشخاص، ثم يُرسم انحدار خطي على هذين البعدين. التحليل متعدد الأبعاد هو طريقة اقتصادية قياسية تُجمَع فيها البيانات بأكثر من بعد (عادة: الوقت، والأفراد، وبعد ثالث).
يبدو انحدار بيانات اللوحة هكذا {\displaystyle y_{it}=a+bx_{it}+\varepsilon _{it}} حيث y هي متغير معتمد تابع، و x هو متغير مستقل، أما a وb  فهما معاملان رياضيان، فيما تمثل I و t الأشخاص والوقت. الخطأ {\displaystyle \varepsilon _{it}} مهم جدًا في هذا التحليل. تحدد الافتراضات حول مصطلح الخطأ كلما نتكلم عنه من التأثيرات الثابتة أو التأثيرات العشوائية. في نموج التأثيرات الثابتة يُفترَض أن {\displaystyle \varepsilon _{it}} يختلف بصورة غير عشوائية اعتمادًا على I أو t، ما يجعل نموذج التأثيرات الثابتة مشابهًا لنموذج المتغير الصامت (العفوي) في بعد واحد. في نموذج التأثيرات العشوائية، يُفترَض أن {\displaystyle \varepsilon _{it}} يختلف بصورة عشوائية بحسب I أو t ما يتطلب معاملة خاصة لمصفوفة تباين الخطأ.
لتحليل بيانات اللوحة ثلاثة (أكثر أو أقل) مقاربات مستقلة:
- اللوحات المجموعة بصورة مستقلة،
- نماذج التأثيرات العشوائية،
- نماذج تأثيرات الثابتة أو نماذج التباين الأولى.

يعتمد الاختيار بين هذه الطرائق على الهدف من البحث، والمشاكل المتعلقة بمدى اعتماد القيمة التأويلية للمتغيرات على الشروط الخارجية.

## اللوحات المجموعة بصورة مستقلة
الافتراض الأساسي: لا توجد خصائص فريدة للأشخاص ضمن مجموعة التقييم، ولا توجد تأثيرات كونية مع مرور الوقت.

## نماذج التأثير الثابت
الافتراض الأساسي: توجد خصائص فريدة للأشخاص، وهي لا تختلف مع مرور الوقت. قد تتلازم أو لا تتلازم هذه الخصائص مع المتغيرات المعتمدة على الأفراد. لاختبار فيما إذا كان يلزمنا تأثيرات ثابتة بدلًا من العشوائية يمكن استخدام اختبار وو-هاوسمان.

## نماذج التأثير العشوائي
الافتراض الأساسي: هناك خصائص للأفراد تكون فريدة وثابتة مع مرور الوقت ولا تتلازم مع المنحدرات الفردية. يمكن أن تُستخدَم المربعات الصغرى العادية لاشتقاق تقديرات للبارامترات تكون غير منحازة وثابتة حتى عندما تكون الخصائص الثابتة مع مرور الوقت موجودة، لكن التأثيرات العشوائية تكون أكثر فاعلية.
التأثيرات العشوائية هي تقنية مربعات صغرى عملية ومعمَّمة، تكون مقاربة لكنها أكثر فاعلية من المربعات الصغرى العادية عندما تكون الخصائص الثابتة مع مرور الوقت موجودة. تتعدل التأثيرات الثابتة مع التلازم والذي تحرضه الخصائص الثابتة مع مرور الزمن غير المرصودة.